# Carex rhynchachaenium
Carex rhynchachaenium är en halvgräsart som beskrevs av Charles Baron Clarke. Carex rhynchachaenium ingår i släktet starrar, och familjen halvgräs. Inga underarter finns listade i Catalogue of Life.